# Tschagguns
Tschagguns est une commune autrichienne du district de Bludenz dans le Vorarlberg.

## Géographie
|              | Schruns             |                   |
| Vandans      | Tschagguns          | Sankt Gallenkirch |
| Schiers (CH) | Sankt Antönien (CH) |                   |

La commune de Tschagguns est située dans la vallée du Montafon et s'étend verticalement de 650 m à 2 830 m, au sommets des Drei Türme (de), situés à la frontière entre l'Autriche et la Suisse.
34,2 % de la surface de Tschagguns est boisée, et 33,4 % est classée "Alpine".
De ce fait, les villages de la commune sont tous localisés en dessous de 1 200 m d'altitude :
- Tschegga
- Krista
- Nira
- Lochmühle
- Latschau
- Lantschisott
- Bitschweil
- Ganzenahl
- Zelfen
- Bödmenstein
- Mauren

Elle est desservie par le Montafonerbahn et plusieurs lignes de Landbus qui desservent aussi la station de sports d'hiver de Golm, située au sud-ouest de Latschau.